# Павлово (Пижанский район)
Па́влово — деревня в Пижанском районе Кировской области. Административный центр Ижевского сельского поселения.

## География
Расположено на обоих берегах реки Кермеж.

## История
Нынешнее Павлово объединяет первоначальные поселения: собственно Павлово (починок Павлов, Анисимята), Шарауи (починок Шарауевской, Шаравуй), Ларичи (Сергино Займище, Сарафанов, Шемпели), Борок (починок Борковской, Большой Борок), Малый Борок, Пшенишниково (Косоножка).
Починок Павлов основан двумя братьями — Василием Павловичем и Анисимом Павловичем Мотовиловыми и двумя сыновьями Анисима Павловича — Сергеем Анисимовичем и Анисимом Анисимовичем. На 1795 год там проживал Василий Павлович Мотовилов с семейством, Сергей Анисимович Мотовилов с семейством и Анисим Анисимович Мотовилов. В 1797 году к ним переселился третий сын Анисима Павловича Ефим Анисимович. До переселения все они проживали в деревне Будилово.

## Население
| 2010 |
| ---- |
| 731  |

## Культура
- Павловский краеведческий музей — был организован Виталием Петровичем Соломиным в 1975 г.

## Уличная сеть
- Заречная ул.
- Мира ул. (д. Ларичи)
- Молодёжная ул.
- Октябрьская ул.
- Садовая ул. (д. Борок)
- Советская ул. (д. Шарауи)
- Солнечная ул.
- Школьная ул. (изначально д. Павлово)